# قطعنامه ۸۲۷ شورای امنیت
قطعنامه ۸۲۷ شورای امنیت سازمان ملل متحد که در تاریخ ۲۵ مه ۱۹۹۳ تصویب شد، سندی بین‌المللی دربارهٔ یوگسلاوی است. این قطعنامه طی نشست ۳۲۱۷ام با ۱۵ رای موافق، ۰ مخالف و ۰ ممتنع تصویب شد.